# Aureolaria grandiflora
Aureolaria grandiflora är en snyltrotsväxtart som först beskrevs av George Bentham, och fick sitt nu gällande namn av Francis Whittier Pennell. Aureolaria grandiflora ingår i släktet Aureolaria och familjen snyltrotsväxter.

## Underarter
Arten delas in i följande underarter:
- A. g. cinerea
- A. g. pulchra
- A. g. serrata